# کاید گوردون
کاید گوردون (انگلیسی: Kaide Gordon؛ زادهٔ ۵ اکتبر ۲۰۰۴) بازیکن فوتبال اهل بریتانیا است.
از باشگاه‌هایی که در آن بازی کرده‌است می‌توان به باشگاه فوتبال لیورپول و باشگاه فوتبال دربی کانتی اشاره کرد.
وی همچنین در تیم‌های ملی فوتبال England national under-16 football team و زیر ۱۸ سال انگلستان بازی کرده‌است.